# 高倉城 (陸奥国)
高倉城（たかくらじょう）は、福島県郡山市日和田町高倉にあった日本の城（山城）。高倉館、松峯城とも呼ばれる。

## 概要
築城の時期ははっきりしないが、15世紀中頃、二本松氏（二本松畠山氏）の家督争いに敗れた畠山政泰が高倉に移り、築いたとされる。政泰は後に高倉氏を称している。
人取橋の戦いや郡山合戦で伊達政宗方の拠点となるが、その後、奥州仕置で城主が伊達領へ移されて廃城。

## 歴史
1575年（天正3年）、田村氏の侵攻により城主畠山氏詮は田村清顕の支配下に入るが、その後、独立。
1585年（天正13年）の人取橋の戦いでは伊達政宗方に味方して戦いの前線となり、援軍として高倉近江、桑折摂津守宗長、伊東肥前守重信、富塚近江守らが入城する。
1590年（天正18年）の郡山合戦では、伊達政宗に接収され、石垣などが整備された。
同年の奥州仕置では、城主の畠山氏詮は伊達領へ移された。この際に廃城になったと思われる。

## 現在
福島県道355号須賀川二本松線沿いに、初代城主畠山政泰の墓がある山清寺が建ち、その境内の墓地が広がる山の中腹まで車で登れるようになっている。
建物は残っていないものの、曲輪や土塁などの遺構は比較的よく残っており、大手口付近には石垣と思われる石積みもみられる。

## 周辺

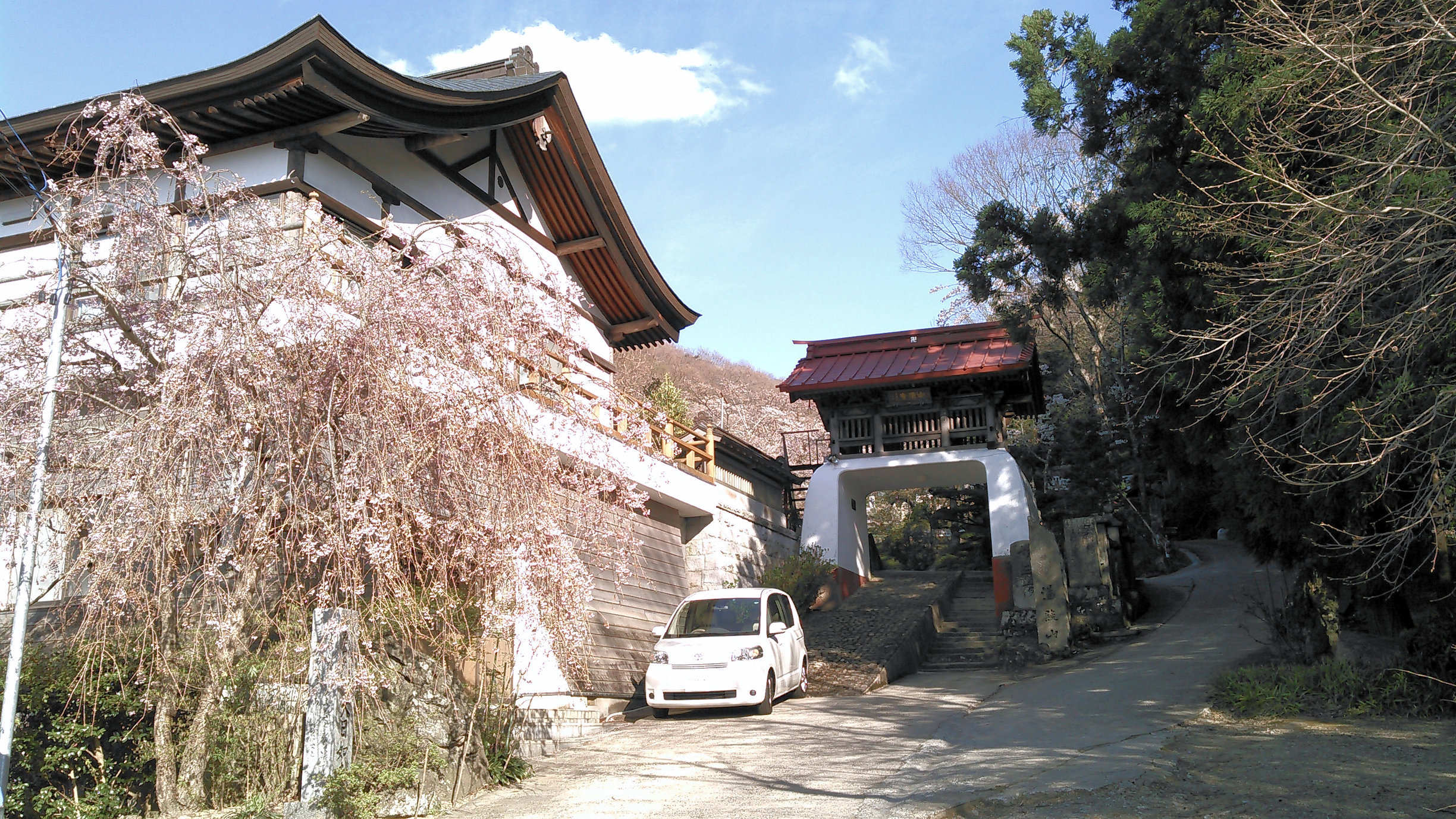
城跡入口の山清寺

- 山清寺 - 城跡への入口がある他、竜宮門や初代城主畠山政泰の墓など
- 奥州街道高倉宿跡
- アサヒビール福島工場
- 安積山公園
- 奥州街道日和田宿跡

## 交通アクセス
- 東北本線五百川駅から徒歩25分
- 東北自動車道本宮ICから車で約7分

## 関連
- 日本の城一覧
- 人取橋の戦い
- 郡山合戦